# Skellefteå AIK 2011/2012
Elitserien i ishockey 2011/2012 blir Skellefteå AIK:s 20:e säsong i Elitserien i ishockey. 

## Elitserien
| Nr | Lag             | S  | V  | O  | F  | ÖV | ÖF | SV | SF | GM  | IM  | MS  | P   |
| -- | --------------- | -- | -- | -- | -- | -- | -- | -- | -- | --- | --- | --- | --- |
| 1  | Luleå HF        | 55 | 25 | 17 | 13 | 3  | 4  | 5  | 5  | 128 | 104 | +24 | 100 |
| 2  | Skellefteå AIK  | 55 | 26 | 12 | 17 | 0  | 1  | 5  | 6  | 148 | 125 | +23 | 95  |
| 3  | HV71            | 55 | 22 | 17 | 16 | 4  | 2  | 5  | 6  | 151 | 130 | +21 | 92  |
| 4  | Brynäs IF       | 55 | 25 | 11 | 19 | 1  | 3  | 5  | 2  | 148 | 140 | +8  | 92  |
| 5  | Frölunda HC     | 55 | 22 | 16 | 17 | 3  | 4  | 5  | 4  | 140 | 113 | +27 | 90  |
| 6  | Färjestad BK    | 55 | 23 | 14 | 18 | 1  | 2  | 3  | 8  | 124 | 124 | 0   | 87  |
| 7  | AIK             | 55 | 19 | 17 | 19 | 4  | 3  | 4  | 6  | 146 | 132 | +14 | 82  |
| 8  | Modo Hockey     | 55 | 19 | 14 | 22 | 4  | 2  | 4  | 4  | 146 | 147 | −1  | 79  |
| 9  | Växjö Lakers HC | 55 | 18 | 15 | 22 | 0  | 2  | 8  | 5  | 124 | 133 | −9  | 77  |
| 10 | Linköpings HC   | 55 | 17 | 14 | 24 | 3  | 3  | 4  | 4  | 120 | 138 | −18 | 72  |
| 11 | Djurgårdens IF  | 55 | 15 | 17 | 23 | 2  | 2  | 8  | 5  | 123 | 144 | −21 | 72  |
| 12 | Timrå IK        | 55 | 10 | 14 | 31 | 4  | 1  | 4  | 5  | 115 | 183 | −68 | 52  |

Data hämtade från Svenska Ishockeyförbundet

## Transaktioner
| Nyförvärv till Skellefteå AIK | Nyförvärv till Skellefteå AIK | Nyförvärv till Skellefteå AIK |
| ----------------------------- | ----------------------------- | ----------------------------- |
| Spelare                       | Tidigare klubb                | Kontrakterad                  |
| Fredrik Styrman               | Luleå HF                      | 2 år                          |
| Jan-Axel Alavaara             | Grizzly Adams Wolfsburg       | 1 år                          |
| Fredrik Hynning               | Timrå IK                      | 2 år                          |
| Oscar Möller                  | Los Angeles Kings             | 2 år                          |
| Lee Goren                     | SC Bern                       | 1 år                          |
| Bud Holloway                  | Manchester Monarchs           | 1 år                          |
| Hannu Pikkarainen             | Modo Hockey                   | 1 år                          |
| Tomas Skogs                   | Timrå IK                      | 1 år                          |
| Joakim Lindström              | Colorado Avalanche            | 4 år                          |

| Förlänger med Skellefteå AIK | Förlänger med Skellefteå AIK |
| ---------------------------- | ---------------------------- |
| Spelare                      | Kontrakterad                 |
| Niclas Burström              | 3 år                         |
| Andreas Hadelöv              | 1 år                         |
| Martin Lundberg              | 2 år                         |
| Rasmus Edström               | 3 år                         |
| Melker Karlsson              | 3 år                         |

| Lämnar Skellefteå AIK | Lämnar Skellefteå AIK |
| --------------------- | --------------------- |
| Spelare               | Nytt lag              |
| Ivan Majeský          | HC Rabat Kladno       |
| Yared Hagos           | Timrå IK              |
| Mikko Lehtonen        | Severstal Tjerepovets |
| Fredrik Warg          | Dinamo Riga           |
| Ville Koistinen       | Ilves                 |
| Tim Erixon            | New York Rangers      |
| Joakim Lindström      | Colorado Avalanche    |
| Adam Larsson          | New Jersey Devils     |

| Lämnar Skellefteå AIK under säsongen | Lämnar Skellefteå AIK under säsongen | Lämnar Skellefteå AIK under säsongen |
| ------------------------------------ | ------------------------------------ | ------------------------------------ |
| Spelare                              | Nytt lag                             | Datum                                |